# … Sings Modern Talking: Ready For Romance
Sings Modern Talking: Ready For Romance — девятнадцатый студийный альбом немецкого певца Томаса Андерса, выпущенный 20 июня 2025 года. В альбоме представлены заново записанные версии всех композиций Modern Talking из третьего альбома и две новые песни Андерса в стиле Modern Talking.
Продюсером альбома стал Кристиан Геллер.
Перед выходом альбома было выпущено сингла: «Brother Louie (Thomas' Version)» и «Atlantis Is Calling (S.O.S. For Love) (Thomas' Version)».
На обложке альбома, как и на предыдущих альбомах серии Thomas Anders Sings Modern Talking, изображено два Томаса Андерса: молодой из 1980-х годов и из настоящего времени.
В день выхода Sings Modern Talking: Ready for Romance был выпущен клип на новую песню «Midnight Lover».

## Треклист
Все песни написаны Дитером Боленом и Кристианом Геллером.
| №   | Название                                                  | Длительность |
| --- | --------------------------------------------------------- | ------------ |
| 1.  | «Brother Louie (Thomas' Version)»                         | 3:53         |
| 2.  | «Just We Two (Mona Lisa) (Thomas' Version)»               | 4:10         |
| 3.  | «Lady Lai (Thomas' Version)»                              | 4:20         |
| 4.  | «Doctor For My Heart (Thomas' Version)»                   | 3:20         |
| 5.  | «Save Me — Don’t Break Me (Thomas' Version)»              | 3:54         |
| 6.  | «Atlantis Is Calling (S.O.S. for Love) (Thomas' Version)» | 4:05         |
| 7.  | «Keep Love Alive (Thomas' Version)»                       | 3:44         |
| 8.  | «Hey You (Thomas' Version)»                               | 3:37         |
| 9.  | «Angie’s Heart (Thomas' Version)»                         | 3:49         |
| 10. | «Only Love Can Break My Heart (Thomas' Version)»          | 3:49         |
| 11. | «Midnight Lover (New Bonus Track)»                        | 3:23         |
| 12. | «Lonely Lady Blue (New Bonus Track)»                      | 3:26         |

## Клипы
- Midnight Lover